# 开普勒39b
开普勒39b（英语：Kepler-39b，先前称为KOI-423b）是一个已确认的太阳系外天体。由于其质量而它被认为可能是类木行星或棕矮星。该行星被发现绕F型恒星开普勒39运行。它的质量是木星的十八倍，大小约为木星的四分之五。这颗行星围绕其主恒星运行的轨道距离约为地球与太阳平均距离的15%。欧洲天文学家使用法国上普罗旺斯天文台的设备，对开普勒39b的主星以及其他三颗恒星（包括开普勒40b的主星）进行了研究。2010年底的数据收集和分析确认了开普勒39b的存在。该发现论文于2011年6月6日发表在一份期刊上。
次巨星在夜空中的位置由赤经和赤纬决定，它们相当于地球上的经度和纬度。赤经是以时间（hh:mm:ss）表示的恒星沿天赤道的距离。如果赤经为正则向东。赤纬是指物体相对于天赤道的偏北或偏南距离，以度数表示。对于开普勒39，位置为19h 47m 50.00和46° 02` 04.00。

## 特征

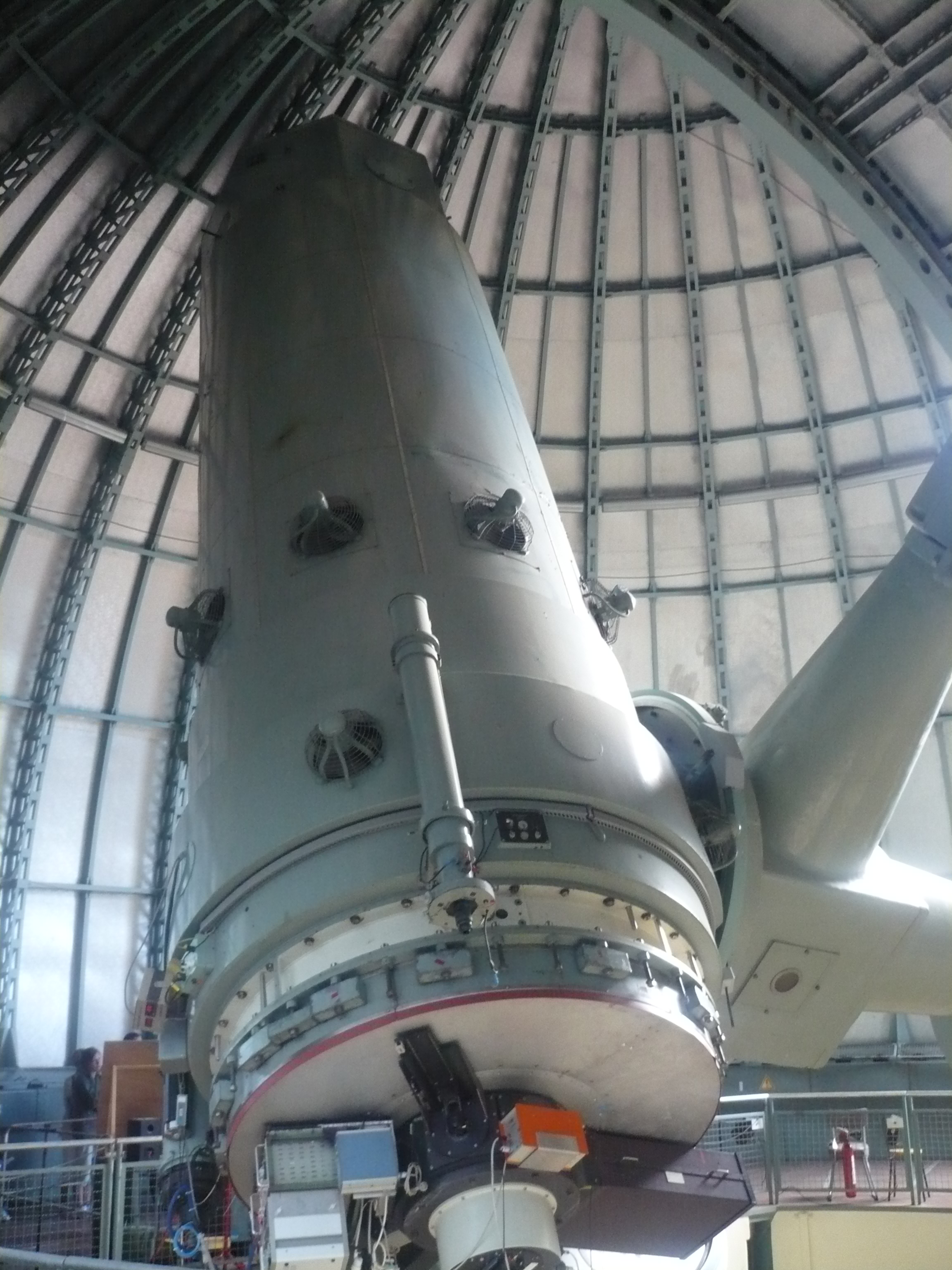
位于上普罗旺斯的望远镜，用于收集开普勒39b及其主星的数据。

### 质量、半径和温度
开普勒39b是一颗类木行星或棕矮星，其质量是木星的18倍，大小是木星的1.22倍。对于同等大小的行星，开普勒39b相对于其他膨胀行星而言具有相对较低的平衡温度905K（632°C；1,169°F），这违背了在其发现时解释膨胀的大多数常见模型（包括对流和恒星辐射的影响）。尽管开普勒39b和柯洛3b具有相似的特征（在主星和质量方面），但柯洛3b取决于其特征行星的预测大小，而开普勒39b比这个模型大得多。最近的一项研究表明，开普勒39b的形状可能非常扁，如果属实，很可能是由于其快速自转造成的。它的自转周期估计约为1.6小时，与木星和土星约10小时的自转周期相比，算是非常快了。如此快速的自转也为其大半径提供了自然的解释。

### 主星
开普勒39是一颗F型恒星，比太阳稍大，质量稍重（分别为1.10个太阳质量和1.39个太阳半径），距离地球1090秒差距（3,560光年）。开普勒39的有效温度为6260K，比太阳还要热。开普勒39的金属含量明显不足，反映在其金属丰度[Fe/H] = -0.29（太阳中铁含量的51%）。
开普勒39的视星等为14.3，因此无法用肉眼从地球上直接观测。

### 轨道统计
这颗行星的轨道距离为0.155天文单位，大约相当于地球与太阳之间平均距离的15%，每21.0874天绕一圈。开普勒39b的轨道略呈椭圆形，其轨道偏心率为0.121。它的轨道倾角为88.83°，从地球上看，这颗行星几乎完全位于其主恒星的边缘。

## 发现
开普勒太空望远镜是美国宇航局的望远镜，配备有光度测量设备。开普勒望远镜于2009年推出，可在小范围内连续观测156,000颗恒星。一组天文学家希望更多地了解热木星行星和褐矮星，从开普勒输入星表中选择了四颗F型恒星，标记为开普勒感兴趣天体（可能是行星的凌日天体）的宿主。利用开普勒数据的四分之三，科学团队利用法国南部上普罗旺斯天文台的SOPHIE阶梯光栅摄谱仪进行了后续调查，观测了开普勒40、开普勒39、KOI-552和KOI-410恒星。其中，未能找到围绕KOI-410运行的行星的确凿证据，而KOI-552被发现是一颗具有M型伴星的双星。热木星KOI-428b是这四个中第一个得到确认的。
SOPHIE在2010年7月26日至2010年9月10日期间收集了开普勒39的13次径向速度测量结果。其中7次测量结果受到月光的影响，但所幸得到了修正。这些径向速度测量最终消除了所观察到的开普勒39亮度下降是由双星运动引起的可能性，并证实了在此过程中行星开普勒39b的存在。SOPHIE的测量结果被用来推导开普勒39的光谱，而该光谱则被用来定义开普勒39b的特性。
以弗朗索瓦·布希 (François Bouchy) 为主的天文学家于2011年6月16日向《天文与天体物理学报》提交了这篇发现论文。这篇论文涵盖了对KOI-410和KOI-552的研究以及开普勒39b的发现。